# Pilotos por Victorias en 500cc/MotoGP

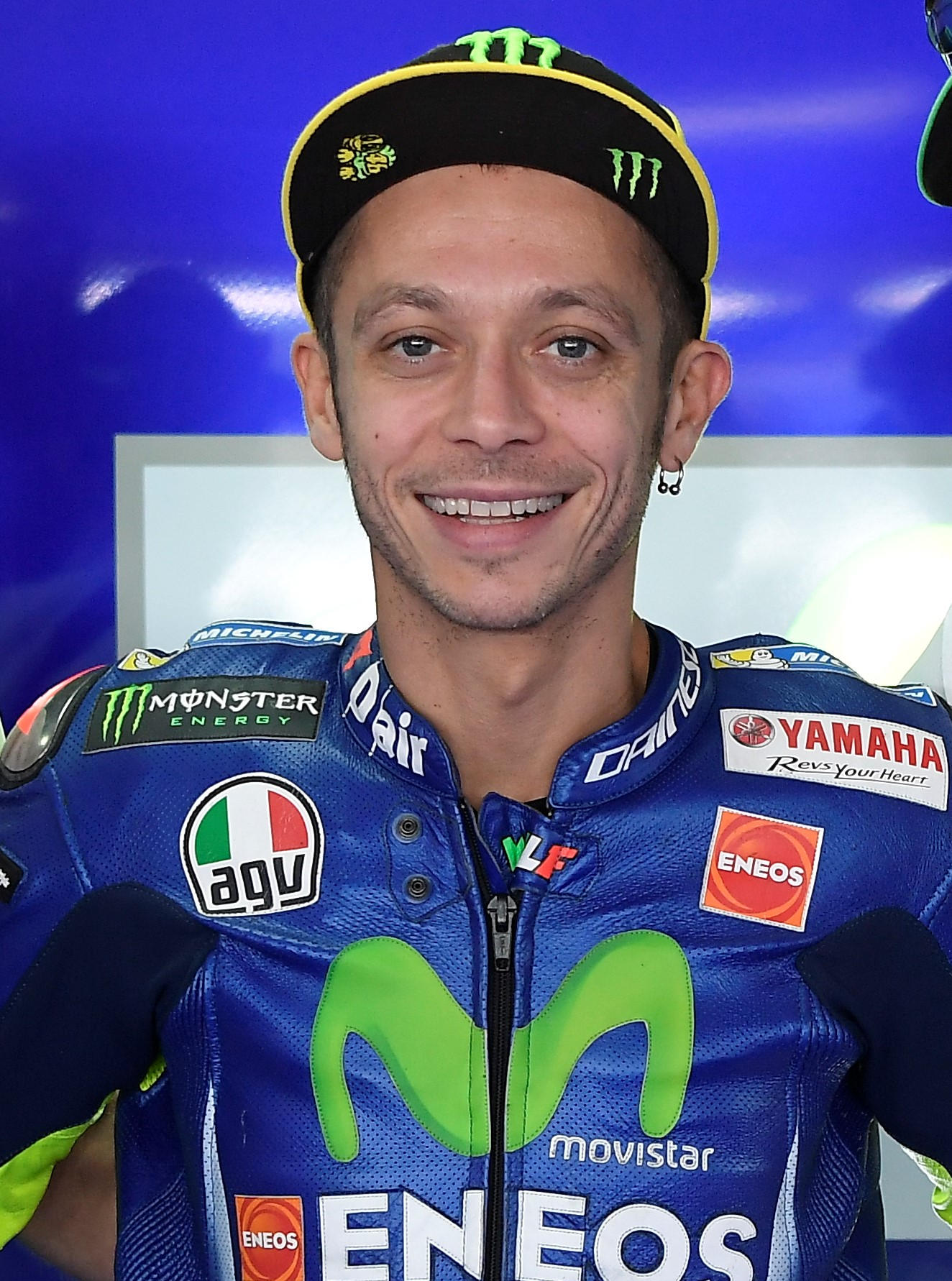
Valentino Rossi, quien ganó 89 Grandes Premios de 500cc/MotoGP durante su carrera, tiene el récord de victorias

El Campeonato del Mundo de Motociclismo es el campeonato más importante de carreras de motos en circuito, que desde 2023 se divide en cuatro categorías: MotoGP, Moto2, Moto3 y MotoE. Las categorías han ido variando según las temporadas e incluyen 500cc (antecesora de MotoGP y cuyas estadísticas son combinadas), 350cc, 250cc, 125cc, 80cc, 50cc y Sidecar.
El Campeonato del Mundo comenzó en 1949 organizado por la Federación Internacional de Motociclismo (FIM), y es el Campeonato Mundial de deportes de motor más antiguo.
Las motos utilizadas en MotoGP están diseñadas específicamente para este deporte, y no están disponibles para su compra por el público en general y no pueden circular legalmente en vías públicas.
Valentino Rossi tiene el récord de más victorias en la categoría reina con 89. Marc Márquez es segundo con 71 victorias y Giacomo Agostini es tercero con 68 victorias Dani Pedrosa tiene el récord de victorias en su carrera sin ganar el campeonato de la categoría con 31.

## Por piloto
Actualizado tras el Gran Premio de Austria de 2025
| *       | Campeón del Mundo de MotoGP/500cc                  |
| †       | Campeón del mundo de cualquier categoría           |
| Negrita | El piloto en activo en la temporada 2025 de MotoGP |

| Ranking | Nacionalidad   | Piloto                | Victorias | Temporadas en activo                       | Primera Victoria          | Última Victoria           |
| ------- | -------------- | --------------------- | --------- | ------------------------------------------ | ------------------------- | ------------------------- |
| 1       | Italia         | Valentino Rossi*      | 89        | 2000-2021                                  | Gran Bretaña 2000         | Países Bajos 2017         |
| 2       | España         | Marc Márquez*         | 71        | 2013-                                      | Américas 2013             | Austria 2025              |
| 3       | Italia         | Giacomo Agostini*     | 68        | 1965-1977                                  | Finlandia 1965            | Alemania 1976             |
| 4       | Australia      | Mick Doohan*          | 54        | 1989-1999                                  | Hungría 1990              | Argentina 1998            |
| 5       | España         | Jorge Lorenzo*        | 47        | 2008-2019                                  | Portugal 2008             | Austria 2018              |
| 6       | Australia      | Casey Stoner*         | 38        | 2006-2012                                  | Catar 2007                | Australia 2012            |
| 7       | Reino Unido    | Mike Hailwood*        | 37        | 1958-1967                                  | Isla de Man 1961          | Canadá 1967               |
| 8       | Estados Unidos | Eddie Lawson*         | 31        | 1983-1992                                  | Sudáfrica 1984            | Hungría 1992              |
| 8       | España         | Dani Pedrosa          | 31        | 2006-2018, 2021, 2023-2024                 | China 2006                | Comunidad Valenciana 2017 |
| 10      | Italia         | Francesco Bagnaia*    | 30        | 2019-                                      | Aragón 2021               | Américas 2025             |
| 11      | Estados Unidos | Kevin Schwantz*       | 25        | 1986-1995                                  | Japón 1988                | Gran Bretaña 1994         |
| 12      | Estados Unidos | Wayne Rainey*         | 24        | 1988-1993                                  | Gran Bretaña 1988         | República Checa 1993      |
| 13      | Reino Unido    | Geoff Duke*           | 22        | 1950-1959                                  | Isla de Man 1950          | Suecia 1958               |
| 13      | Reino Unido    | John Surtees*         | 22        | 1958-1967                                  | Isla de Man 1956          | Naciones 1960             |
| 13      | Estados Unidos | Kenny Roberts*        | 22        | 1978-1983                                  | Austria 1978              | San Marino 1983           |
| 16      | Estados Unidos | Freddie Spencer*      | 20        | 1980-1987, 1989, 1992                      | Bélgica 1982              | Suecia 1985               |
| 17      | Reino Unido    | Barry Sheene*         | 19        | 1974-1984                                  | Países Bajos 1975         | Suecia 1981               |
| 18      | Australia      | Wayne Gardner*        | 18        | 1983-1992                                  | España 1986               | Gran Bretaña 1992         |
| 19      | España         | Àlex Crivillé*        | 15        | 1992-2001                                  | Países Bajos 1992         | Francia 2000              |
| 19      | Italia         | Andrea Dovizioso      | 15        | 2008-2022                                  | Gran Bretaña 2009         | Austria 2020              |
| 21      | Estados Unidos | Randy Mamola          | 13        | 1979-1990, 1992                            | Bélgica 1980              | San Marino 1987           |
| 21      | Italia         | Max Biaggi            | 13        | 1998-2005                                  | Japón 1998                | Alemania 2004             |
| 23      | Reino Unido    | Phil Read*            | 11        | 1961-1964, 1971, 1973-1976                 | Úlster 1964               | Checoslovaquia 1975       |
| 23      | Francia        | Fabio Quartararo*     | 11        | 2019-                                      | España 2020               | Alemania 2022             |
| 25      | España         | Maverick Viñales      | 10        | 2015-                                      | Gran Bretaña 2016         | Américas 2024             |
| 26      | España         | Sete Gibernau         | 9         | 1997-2006, 2009                            | Comunidad Valenciana 2001 | Catar 2004                |
| 26      | Italia         | Loris Capirossi       | 9         | 1995–1996, 2000–2011                       | Australia 1996            | Japón 2007                |
| 28      | Rodesia        | Gary Hocking*         | 8         | 1958–1959, 1961–1962                       | Alemania 1961             | Isla de Man 1962          |
| 28      | Italia         | Luca Cadalora         | 8         | 1989, 1993-2000                            | Gran Bretaña 1993         | Alemania 1996             |
| 28      | Estados Unidos | Kenny Roberts Jr.*    | 8         | 1996-2007                                  | Malasia 1999              | Pacífico 2000             |
| 28      | España         | Jorge Martín*         | 8         | 2021-                                      | Estiria 2021              | Indonesia 2024            |
| 32      | Brasil         | Alex Barros           | 7         | 1990-2005, 2007                            | FIM 1993                  | Portugal 2005             |
| 32      | Italia         | Enea Bastianini       | 7         | 2021-                                      | Catar 2022                | Emilia-Romaña 2024        |
| 34      | Italia         | Umberto Masetti*      | 6         | 1950–1952, 1954–1958                       | Bélgica 1950              | Naciones 1955             |
| 34      | Italia         | Marco Lucchinelli*    | 6         | 1976-1986                                  | Alemania 1980             | Finlandia 1981            |
| 34      | España         | Álex Rins             | 6         | 2017-                                      | Américas 2019             | Américas 2023             |
| 37      | Reino Unido    | Leslie Graham*        | 5         | 1949–1953                                  | Suiza 1949                | España 1952               |
| 37      | Países Bajos   | Wil Hartog            | 5         | 1972–1973, 1975–1981                       | Países Bajos 1977         | Finlandia 1980            |
| 37      | Italia         | Franco Uncini*        | 5         | 1979–1985                                  | Austria 1982              | Gran Bretaña 1982         |
| 37      | Italia         | Marco Melandri        | 5         | 2003–2010, 2015                            | Turquía 2005              | Australia 2006            |
| 37      | Portugal       | Miguel Oliveira       | 5         | 2019-                                      | Estiria 2020              | Tailandia 2022            |
| 42      | Irlanda        | Reg Armstrong         | 4         | 1949–1956                                  | Isla de Man 1952          | Alemania 1956             |
| 42      | Italia         | Libero Liberati*      | 4         | 1952–1953, 1955–1957                       | Alemania 1957             | Naciones 1957             |
| 42      | Estados Unidos | John Kocinski         | 4         | 1989, 1991-1994, 1998-1999                 | Malasia 1991              | Australia 1994            |
| 42      | Japón          | Tadayuki Okada        | 4         | 1996-2000, 2008                            | Indonesia 1997            | Australia 1999            |
| 42      | Australia      | Jack Miller           | 4         | 2015-                                      | Países Bajos 2016         | Japón 2022                |
| 42      | Italia         | Marco Bezzecchi       | 4         | 2022-                                      | Argentina 2023            | Gran Bretaña 2025         |
| 48      | Italia         | Alfredo Milani        | 3         | 1950–1957                                  | Francia 1951              | Bélgica 1953              |
| 48      | Reino Unido    | John Hartle           | 3         | 1955–1956, 1958–1960, 1963–1964, 1967–1968 | Úlster 1956               | Países Bajos 1963         |
| 48      | Italia         | Alberto Pagani        | 3         | 1960–1961, 1968–1972                       | Naciones 1969             | Yugoslavia 1972           |
| 48      | Australia      | Jack Findlay          | 3         | 1958–1978                                  | Úlster 1971               | Austria 1977              |
| 48      | Estados Unidos | Pat Hennen            | 3         | 1976–1978                                  | Finlandia 1976            | España 1978               |
| 48      | Venezuela      | Johnny Cecotto        | 3         | 1976-1980                                  | Finlandia 1977            | Países Bajos 1978         |
| 48      | Australia      | Daryl Beattie         | 3         | 1992–1997                                  | Alemania 1993             | Alemania 1995             |
| 48      | Japón          | Norifumi Abe          | 3         | 1994–2004                                  | Japón 1996                | Japón 2000                |
| 48      | Australia      | Garry McCoy           | 3         | 1998–2004, 2006                            | Sudáfrica 2000            | Comunidad Valenciana 2000 |
| 48      | Estados Unidos | Nicky Hayden*         | 3         | 2003-2016                                  | Estados Unidos 2005       | Estados Unidos 2006       |
| 48      | Reino Unido    | Cal Crutchlow         | 3         | 2011-2023                                  | República Checa 2016      | Argentina 2018            |
| 48      | Italia         | Franco Morbidelli     | 3         | 2018–                                      | San Marino 2020           | Comunidad Valenciana 2020 |
| 48      | España         | Aleix Espargaró       | 3         | 2009-2010, 2012-                           | Argentina 2022            | Cataluña 2023             |
| 61      | Italia         | Nello Pagani          | 2         | 1949–1955                                  | Países Bajos 1949         | Naciones 1949             |
| 61      | Reino Unido    | Fergus Anderson       | 2         | 1951, 1953–1954                            | Suiza 1951                | España 1953               |
| 61      | Rodesia        | Ray Amm               | 2         | 1951–1954                                  | Isla de Man 1953          | Isla de Man 1954          |
| 61      | Rodesia        | Jim Redman            | 2         | 1959–1960, 1966                            | Alemania 1966             | Países Bajos 1966         |
| 61      | Finlandia      | Jarno Saarinen        | 2         | 1973                                       | Francia 1973              | Austria 1973              |
| 61      | Italia         | Virginio Ferrari      | 2         | 1976-1979, 1982-1985                       | Alemania 1978             | Países Bajos 1979         |
| 61      | Países Bajos   | Jack Middelburg       | 2         | 1977-1983                                  | Países Bajos 1980         | Gran Bretaña 1981         |
| 61      | España         | Carlos Checa          | 2         | 1995-2007, 2010                            | Cataluña 1996             | Madrid 1998               |
| 61      | Japón          | Makoto Tamada         | 2         | 2003-2007                                  | Río de Janeiro 2004       | Japón 2004                |
| 61      | Italia         | Danilo Petrucci       | 2         | 2012-2023                                  | Italia 2019               | Francia 2020              |
| 61      | Sudáfrica      | Brad Binder           | 2         | 2020-                                      | República Checa 2020      | Austria 2021              |
| 61      | Francia        | Johann Zarco          | 2         | 2017-                                      | Australia 2023            | Francia 2025              |
| 73      | Reino Unido    | Harold Daniell        | 1         | 1949–1950                                  | Isla de Man 1949          | Isla de Man 1949          |
| 73      | Reino Unido    | Bill Doran            | 1         | 1949, 1951–1953                            | Bélgica 1949              | Bélgica 1949              |
| 73      | Reino Unido    | Jack Brett            | 1         | 1949–1957, 1959–1960                       | Suiza 1952                | Suiza 1952                |
| 73      | Reino Unido    | Cromie McCandless     | 1         | 1949–1952                                  | Úlster 1952               | Úlster 1952               |
| 73      | Australia      | Ken Kavanagh          | 1         | 1951–1955, 1959                            | Úlster 1953               | Úlster 1953               |
| 73      | Francia        | Pierre Monneret       | 1         | 1953–1956                                  | Francia 1954              | Francia 1954              |
| 73      | Reino Unido    | Dickie Dale           | 1         | 1950, 1953–1960                            | España 1954               | España 1954               |
| 73      | Italia         | Giuseppe Colnago      | 1         | 1952–1953, 1955, 1957                      | Bélgica 1955              | Bélgica 1955              |
| 73      | Reino Unido    | Bill Lomas            | 1         | 1952, 1954–1956                            | Úlster 1955               | Úlster 1955               |
| 73      | Reino Unido    | Bob McIntyre          | 1         | 1954–1961                                  | Isla de Man 1957          | Isla de Man 1957          |
| 73      | Italia         | Remo Venturi          | 1         | 1958–1960, 1962, 1964                      | Países Bajos 1960         | Países Bajos 1960         |
| 73      | Argentina      | Jorge Kissling        | 1         | 1961–1963                                  | Argentina 1961            | Argentina 1961            |
| 73      | Reino Unido    | Alan Shepherd         | 1         | 1959–1960, 1962–1963                       | Finlandia 1962            | Finlandia 1962            |
| 73      | Argentina      | Benedicto Caldarella  | 1         | 1962–1964                                  | Argentina 1962            | Argentina 1962            |
| 73      | Australia      | Jack Ahearn           | 1         | 1954–1955, 1958, 1962–1966                 | Finlandia 1964            | Finlandia 1964            |
| 73      | Reino Unido    | Dick Creith           | 1         | 1964–1965                                  | Úlster 1965               | Úlster 1965               |
| 73      | Checoslovaquia | František Šťastný     | 1         | 1962–1963, 1965–1966                       | Alemania del Este 1966    | Alemania del Este 1966    |
| 73      | Reino Unido    | Godfrey Nash          | 1         | 1968–1971                                  | Yugoslavia 1969           | Yugoslavia 1969           |
| 73      | Italia         | Angelo Bergamonti     | 1         | 1967–1970                                  | España 1970               | España 1970               |
| 73      | Reino Unido    | Dave Simmonds         | 1         | 1970–1972                                  | España 1971               | España 1971               |
| 73      | Reino Unido    | Chas Mortimer         | 1         | 1972–1976                                  | España 1972               | España 1972               |
| 73      | Nueva Zelanda  | Kim Newcombe          | 1         | 1972–1973                                  | Yugoslavia 1973           | Yugoslavia 1973           |
| 73      | Alemania       | Edmund Czihak         | 1         | 1974                                       | Alemania 1974             | Alemania 1974             |
| 73      | Italia         | Gianfranco Bonera     | 1         | 1973-1975, 1977-1978, 1980                 | Naciones 1974             | Naciones 1974             |
| 73      | Reino Unido    | Phil Carpenter        | 1         | 1974                                       | Isla de Man 1974          | Isla de Man 1974          |
| 73      | Finlandia      | Teuvo Länsivuori      | 1         | 1974-1978                                  | Suecia 1974               | Suecia 1974               |
| 73      | Japón          | Hideo Kanaya          | 1         | 1972–1973, 1975                            | Austria 1975              | Austria 1975              |
| 73      | Reino Unido    | Mick Grant            | 1         | 1970, 1972–1976, 1979, 1984                | Isla de Man 1975          | Isla de Man 1975          |
| 73      | Reino Unido    | Tom Herron            | 1         | 1971, 1974–1976, 1978–1979                 | Isla de Man 1976          | Isla de Man 1976          |
| 73      | Reino Unido    | John Williams         | 1         | 1968-1978                                  | Bélgica 1976              | Bélgica 1976              |
| 73      | Reino Unido    | John Newbold          | 1         | 1975–1980                                  | Checoslovaquia 1976       | Checoslovaquia 1976       |
| 73      | Nueva Zelanda  | Dennis Ireland        | 1         | 1978–1979, 1983                            | Bélgica 1979              | Bélgica 1979              |
| 73      | Países Bajos   | Boet van Dulmen       | 1         | 1975–1986                                  | Finlandia 1979            | Finlandia 1979            |
| 73      | Suiza          | Michel Frutschi       | 1         | 1975–1983                                  | Francia 1982              | Francia 1982              |
| 73      | Japón          | Takazumi Katayama     | 1         | 1976–1985                                  | Suecia 1982               | Suecia 1982               |
| 73      | Francia        | Christian Sarron      | 1         | 1979, 1981, 1985-1990                      | Alemania 1985             | Alemania 1985             |
| 73      | Australia      | Kevin Magee           | 1         | 1987–1991, 1993                            | España 1988               | España 1988               |
| 73      | Italia         | Pierfrancesco Chili   | 1         | 1986–1990, 1995                            | Naciones 1989             | Naciones 1989             |
| 73      | España         | Alberto Puig          | 1         | 1994–1997                                  | España 1995               | España 1995               |
| 73      | Nueva Zelanda  | Simon Crafar          | 1         | 1993, 1998–1999                            | Gran Bretaña 1998         | Gran Bretaña 1998         |
| 73      | Francia        | Régis Laconi          | 1         | 1997-2000, 2002                            | Comunidad Valenciana 1999 | Comunidad Valenciana 1999 |
| 73      | Japón          | Tohru Ukawa           | 1         | 2001-2005                                  | Sudáfrica 2002            | Sudáfrica 2002            |
| 73      | España         | Toni Elías            | 1         | 2005–2009, 2011–2012, 2015                 | Portugal 2006             | Portugal 2006             |
| 73      | Australia      | Troy Bayliss          | 1         | 2003–2006                                  | Comunidad Valenciana 2006 | Comunidad Valenciana 2006 |
| 73      | Australia      | Chris Vermeulen       | 1         | 2005-2009, 2012                            | Francia 2007              | Francia 2007              |
| 73      | Estados Unidos | Ben Spies             | 1         | 2008-2013                                  | Países Bajos 2011         | Países Bajos 2011         |
| 73      | Italia         | Andrea Iannone        | 1         | 2013–2019, 2024                            | Austria 2016              | Austria 2016              |
| 73      | España         | Joan Mir*             | 1         | 2019–                                      | Europa 2020               | Europa 2020               |
| 73      | Italia         | Fabio Di Giannantonio | 1         | 2022–                                      | Catar 2023                | Catar 2023                |
| 73      | España         | Álex Márquez          | 1         | 2020-                                      | España 2025               | España 2025               |

## Por nacionalidad
Actualizado tras el Gran Premio de Austria de 2025
| Ranking | País           | Victorias | Pilotos(s) |
| ------- | -------------- | --------- | ---------- |
| 1       | Italia         | 291       | 27         |
| 2       | España         | 206       | 14         |
| 3       | Estados Unidos | 154       | 11         |
| 4       | Reino Unido    | 141       | 26         |
| 5       | Australia      | 128       | 12         |
| 6       | Francia        | 16        | 5          |
| 7       | Rhodesia       | 12        | 3          |
| 7       | Japón          | 12        | 6          |
| 9       | Países Bajos   | 8         | 3          |
| 10      | Brasil         | 7         | 1          |
| 11      | Portugal       | 5         | 1          |
| 12      | Irlanda        | 4         | 1          |
| 13      | Venezuela      | 3         | 1          |
| 13      | Finlandia      | 3         | 2          |
| 13      | Nueva Zelanda  | 3         | 3          |
| 16      | Argentina      | 2         | 2          |
| 16      | Sudáfrica      | 2         | 1          |
| 18      | Checoslovaquia | 1         | 1          |
| 18      | Alemania       | 1         | 1          |
| 18      | Suiza          | 1         | 1          |

## Ganadores de carreras centenarias
| Nº carrera | Temporada | Gran Premio       | Circuito         | Ganador          | Ganador     |
| Nº carrera | Temporada | Gran Premio       | Circuito         | Piloto           | Constructor |
| ---------- | --------- | ----------------- | ---------------- | ---------------- | ----------- |
| 100        | 1962      | Alemania del Este | Sachsenring      | Mike Hailwood    | MV Agusta   |
| 200        | 1972      | Países Bajos      | Assen            | Giacomo Agostini | MV Agusta   |
| 300        | 1981      | Suecia            | Anderstorp       | Barry Sheene     | Yamaha      |
| 400        | 1989      | Francia           | Le Mans          | Eddie Lawson     | Honda       |
| 500        | 1996      | Ciudad de Imola   | Imola            | Mick Doohan      | Honda       |
| 600        | 2003      | Francia           | Le Mans          | Sete Gibernau    | Honda       |
| 700        | 2009      | Japón             | Motegi           | Jorge Lorenzo    | Yamaha      |
| 800        | 2014      | Aragón            | MotorLand Aragón | Jorge Lorenzo    | Yamaha      |
| 900        | 2020      | Estiria           | Red Bull Ring    | Miguel Oliveira  | KTM         |
| 1000       | 2025      | Austria           | Red Bull Ring    | Marc Márquez     | Ducati      |